# Jackson, Alabama
Jackson är en stad (city) i Clarke County, i delstaten Alabama, USA. Enligt United States Census Bureau har staden en folkmängd på 5 196 invånare (2011) och en landarea på 40,5 km².